# Østervold observatorium
Østervold observatorium är ett 

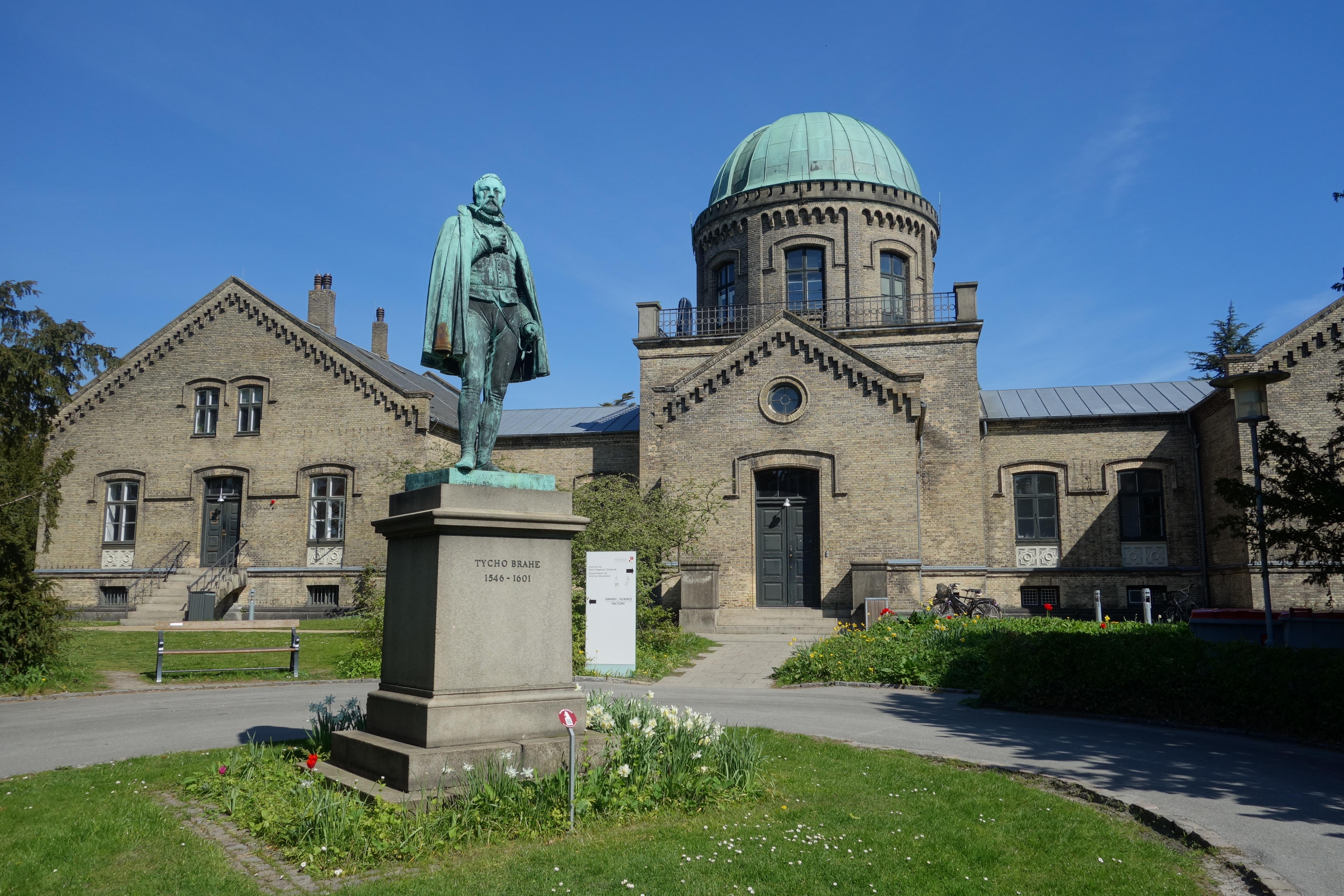
Østervold observatorium med statyn av Tycho Brahe.

observatorium i Botanisk Have i centrala Köpenhamn som togs i drift i september 1861.
Det byggdes 1959–1861 som ersättning för observatoriet i Rundetårn som stördes av trafiken och hade blivit för litet. Byggnaden av gult tegel är försedd med ett torn med en vridbar kupol på taket, klädd med kopparplåt. Den  flankeras av två hus som användes som bostäder för professorn och personalen. Framför observatoriet står en bronsskulptur av Tycho Brahe i naturlig storlek som skapats av skulptören Herman Wilhelm Bissen.
Refraktorteleskopet från 1861 ersattes år 1895 med ett nytt instrument som kunde användas till både optiska studier och fotografering. 
Det består av ett 36 centimeters refraktorteleskop med 4,9 meters brännvidd till visuella observationer och ett 20 centimeters refraktorteleskop med 4,8 meters brännvidd till fotografering. Bland bevarade glasplåtar finns en som visar solförmörkelsen den 29 maj 1919.
Köpenhamns universitet flyttade sin verksamhet från Østervold till  Brorfeldeobservatoriet söder om Holbæk år 1953 på grund av
ljusföroreningar och vibrationer.
Østervold observatorium kulturskyddades i april 1959.